# Murailles de Civitella Marittima
Les murailles de Civitella Marittima (en italien : Mura di Civitella Marittima) constituent le système défensif de Civitella Marittima, une frazione de la commune de Civitella Paganico (province de Grosseto), en Toscane ,.

## Histoire
Les murailles défensives ont été construites par les Ardengheschi (it) au début du XIIe siècle pour protéger Civitella , qui représentait à l'époque le centre principal de la zone qu'ils contrôlaient. L'un des tronçons de l'enceinte médiévale a été construite sur les murs cyclopéens étrusques préexistants, qui protégeaient l'une des nombreuses colonies dispersées dans la région.
Vers le milieu du XIVe siècle, le village est devenu une partie de la république de Sienne, sans toutefois renforcer le système défensif préexistant, car le centre se trouvait au bord des voies de communication qui descendaient de Sienne vers la Maremme : l'importance stratégique a été assumée à cette époque par la ville voisine de Paganico, située en aval le long du cours de l'Ombrone.
La position de Civitella au sommet d'une colline signifiait que même le passage du centre au grand-duché de Toscane (1555) ne déterminait pas la nécessité d'un réaménagement des murs d'enceinte, qui au fil du temps se sont retrouvés privés de leurs fonctions d'origine.

## Description
Les murailles de Civitella Marittima se développent le long d'un périmètre à peu près elliptique, enfermant complètement le centre historique d'origine médiévale.
La partie nord-ouest de l'enceinte médiévale se superpose à des blocs de pierre plus gros et plus irréguliers, qui constituent les vestiges des anciennes murailles cyclopéennes de l'époque étrusque : ladite partie s'observe clairement depuis l'extérieur du cercle qui enserre le village.
Le mur-rideau, à l'origine autodéveloppé, s'est retrouvé au cours des siècles adossé aux murs extérieurs des bâtiments résidentiels du centre et, dans certaines sections, a été complètement intégré aux bâtiments, bien que le circuit périphérique soit partout identifiable. Le long des murs d'enceinte, une seule des portes d'accès d'origine au village, appelée Porta Piccini, a été partiellement conservée.

## Galerie

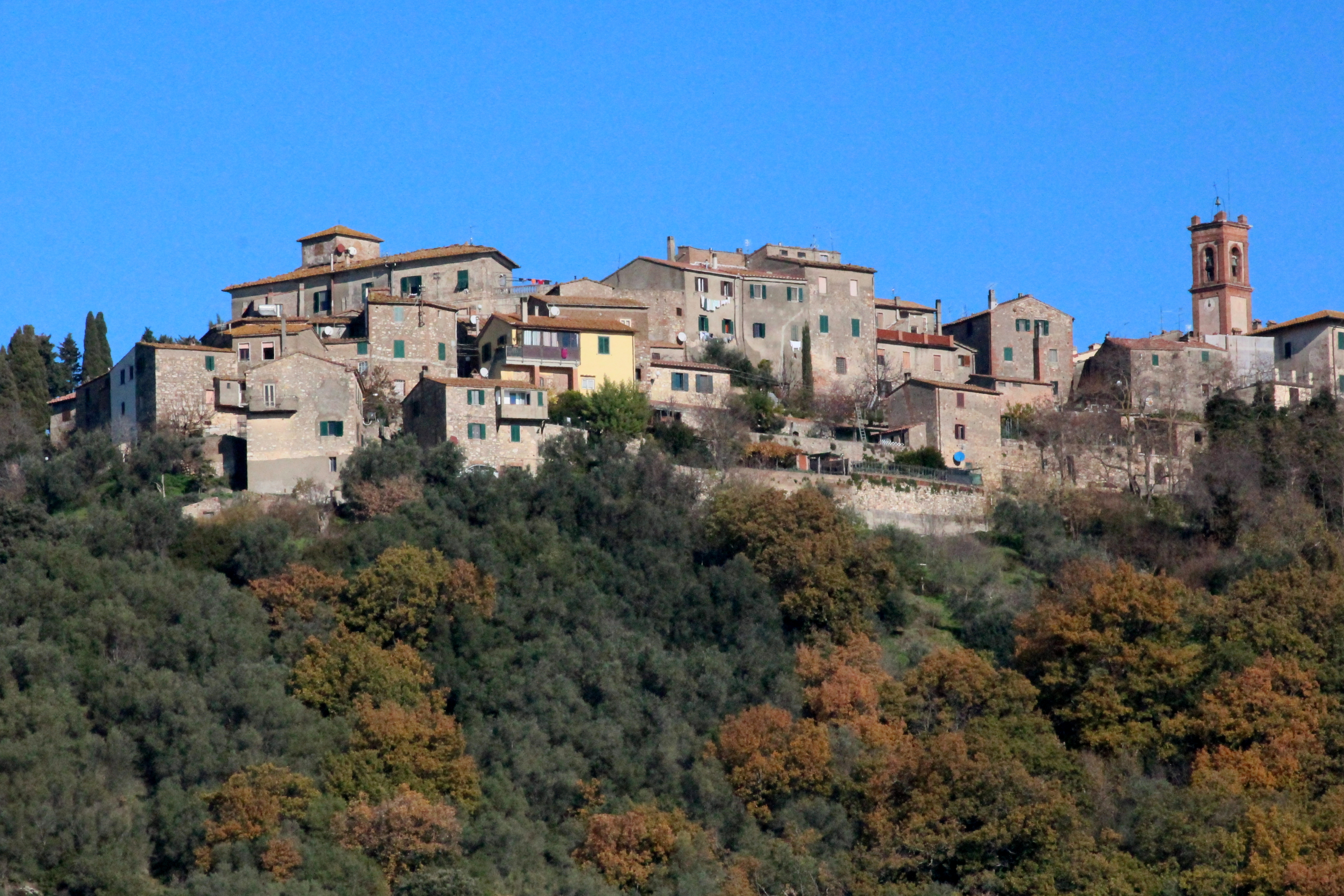
Vue de la ville.
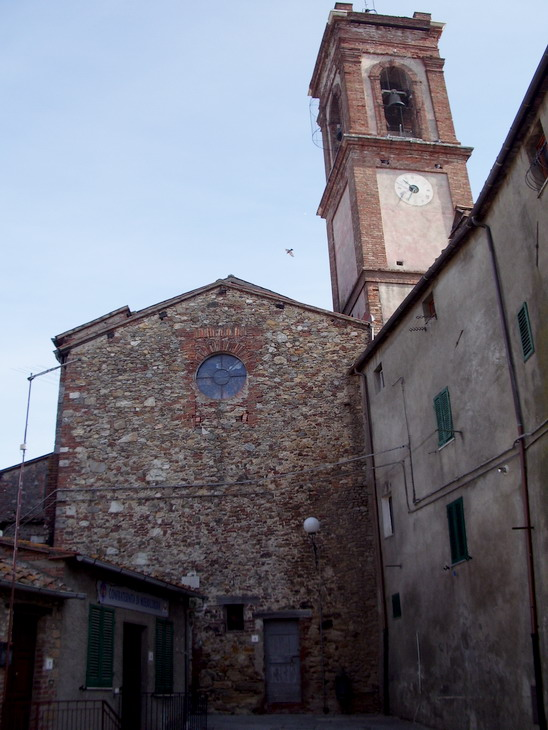
L'église Santa Maria in Montibus.
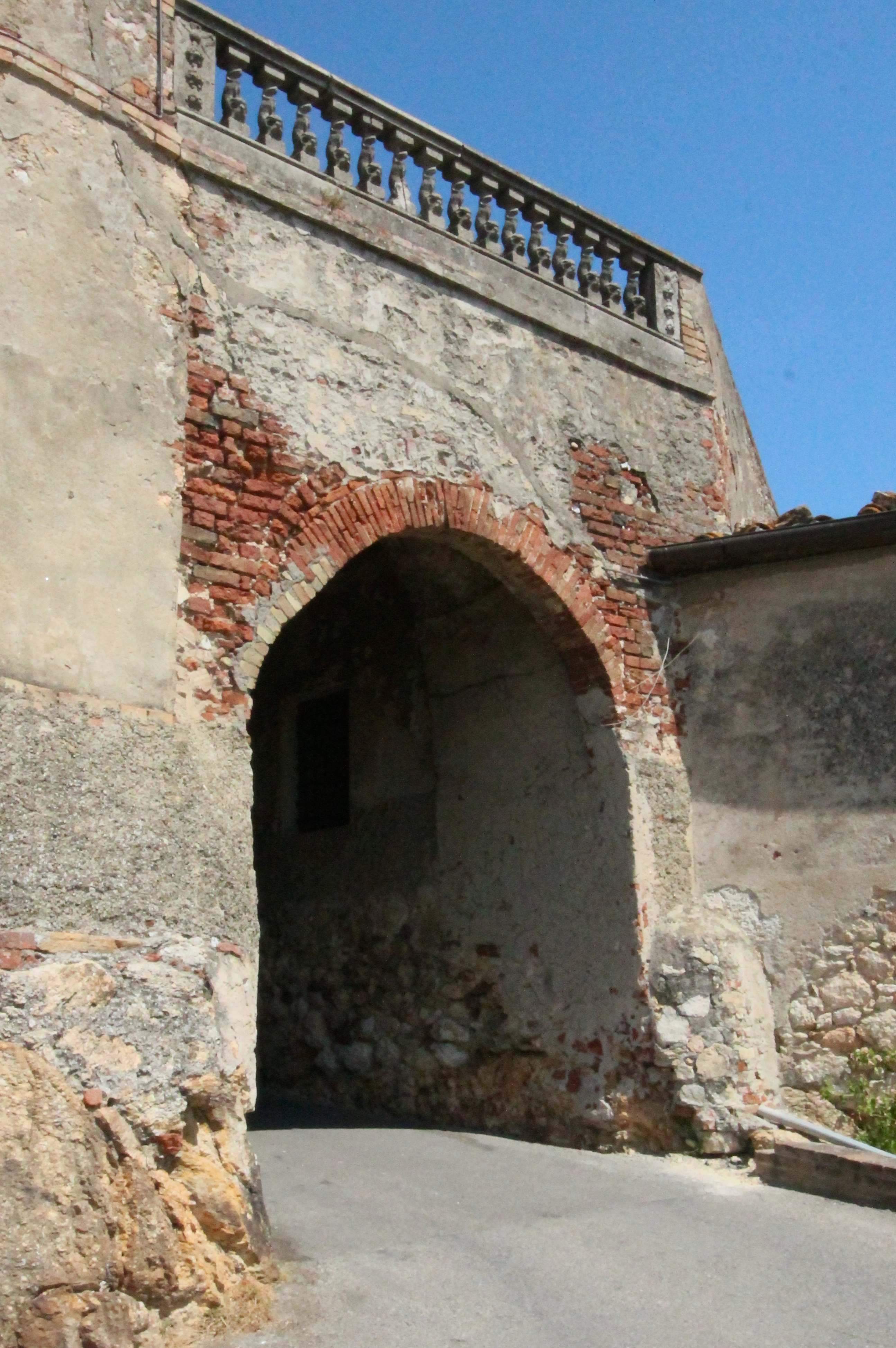
La Porta Piccina.